# Lake City (Dakota du Sud)
Pour les articles homonymes, voir Lake City.
Lake City est une ville du comté de Marshall au Dakota du Sud, aux États-Unis. Selon le recensement de 2010, elle compte 51 habitants. La municipalité s'étend sur 0,23 milles carrés (0,6 km2).
Fondée en 1914, la ville doit son nom à sa situation dans la région des lacs du Dakota du Sud.
Elle est située dans la réserve indienne de Lake Traverse.

## Démographie
| 1930 | 1940 | 1950 | 1960 | 1970 | 1980 |
| ---- | ---- | ---- | ---- | ---- | ---- |
| 162  | 168  | 110  | 81   | 44   | 46   |

| 1990 | 2000 | 2010 | - | - | - |
| ---- | ---- | ---- | - | - | - |
| 43   | 47   | 51   | - | - | - |